# 석호초등학교
석호초등학교는 대한민국 경기도 안산시 상록구 사동에 있는 공립 초등학교이다.

## 연혁
- 1966년 5월 2일 : 본오국민학교 석호분실로 개교
- 1967년 3월 1일 : 본오국민학교 석호분교장으로 승격
- 1969년 11월 3일 : 석호국민학교 승격 인가
- 1970년 3월 6일 : 개교, 초대 이민섭 교장 부임
- 1982년 3월 6일 : 현재 위치로 이전
- 1985년 3월 11일 : 병설유치원 개원